# Antonín Jankovič
Antonín Jankovič (21. srpna 1921 – ???) byl český a československý politik a bezpartijní poslanec Sněmovny lidu Federálního shromáždění za normalizace.

## Biografie
K roku 1971 se profesně uvádí jako soustružník kovů. Ve volbách roku 1971 tehdy zasedl do Sněmovny lidu (volební obvod č. 94 - Břeclav, Jihomoravský kraj). Ve Federálním shromáždění setrval do konce funkčního období, tedy do voleb v roce 1976.